# Erich Apel

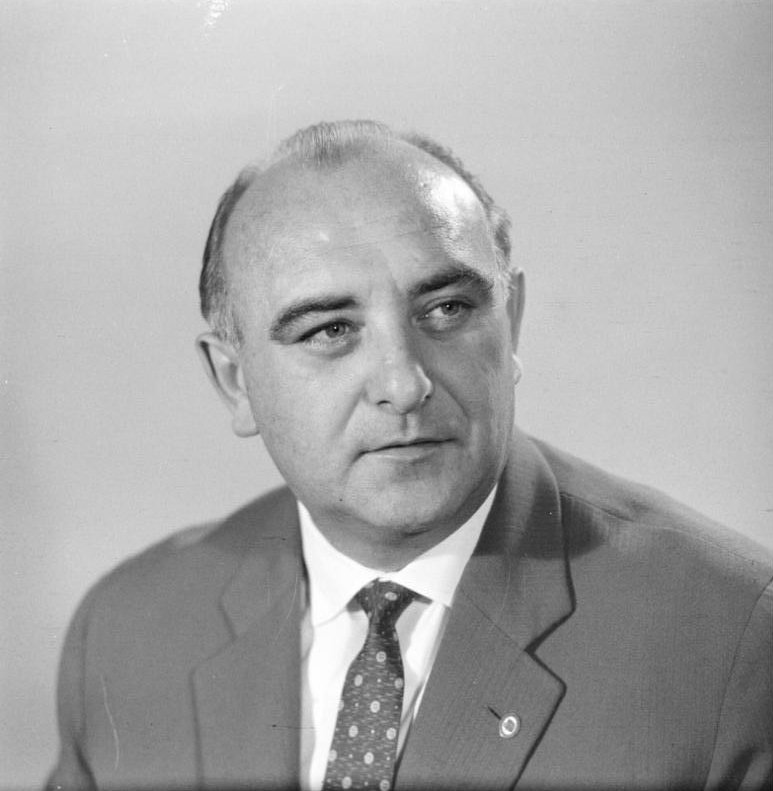
Erich Apel, 1963

Erich Hans Apel (* 3. Oktober 1917 in Judenbach, Thüringen; † 3. Dezember 1965 in Ost-Berlin) war ein SED-Funktionär (u. a. Kandidat des Politbüros) und von 1963 bis 1965 Vorsitzender der Staatlichen Plankommission der DDR.

## Leben
Als Sohn eines Schlossermeisters und einer Schneiderin absolvierte Erich Apel nach dem Besuch der Volks- und Oberrealschule von 1932 bis 1935 in Neuhaus-Schierschnitz eine Ausbildung zum Werkzeugmacher und Schlosser. Von 1935 bis 1937 arbeitete er als Konstrukteur und Werkzeugmacher in der Porzellanfabrik in Neuhaus-Schierschnitz. Von 1937 bis 1939 studierte er an der Ingenieurschule Ilmenau mit dem Abschluss als Maschinenbauingenieur.
1939 wurde Apel zur Wehrmacht eingezogen. Von September bis Dezember 1939 als Rekrut im Infanterie-Ersatz-Bataillon 451 in Gotha wurde er am 20. Dezember zur Heeresversuchsanstalt Peenemünde des Heereswaffenamtes kommandiert, wo er mit dem Raketenkonstrukteur Wernher von Braun zusammenarbeitete. Sein Spezialgebiet war die Hydraulik an den Raketentriebwerken. Nach der Entlassung aus der Wehrmacht nach abgeleisteter Wehrpflicht im August 1940 war Apel dort ab November als Betriebsingenieur und Assistent des Betriebsdirektors dienstverpflichtet. An seinem Geburtstag 1942 verfolgte er den weltweit ersten erfolgreichen Start einer Fernrakete, des Aggregats 4 (A4). Ab 1943 war Apel Leiter eines Entwicklungslabors der Heeresversuchsanstalt.
Kurz vor der Zerstörung der Versuchsanstalt durch britische Bomber in der Operation Hydra wurde er zu den Linke-Hofmann-Werken (LHW) nach Breslau kommandiert. Auf Antrag der LHW, die Teile für die A4 fertigten, wurde Apel 1944 vom Heereswaffenamt freigegeben und als Oberingenieur und Assistent des Technischen Direktors der LHW eingestellt. Mit der Auslagerung von Produktionsstätten der LHW übernahm er im Januar 1945 die Funktion eines technischen Leiters der Peterbau GmbH in Kleinbodungen bei Nordhausen.:64
Bei Kriegsende gelang es ihm, sich ins heimatliche Judenbach durchzuschlagen. Dort arbeitete Apel zunächst in der Landwirtschaft, ab Januar 1946 als Neulehrer. Gleichzeitig lernte und unterrichtete er bis Mai 1946 an der Betriebsberufsschule Steinach. Im Januar 1946 wurde Erich Apel Mitglied der SPD, die im April mit der KPD zur SED zwangsvereinigt wurde, trat aber nicht zur SED über.
Am 23. Juni 1946 verpflichtete die Technische Sonderkommission der Sowjetischen Militäradministration in Deutschland Apel wegen seiner Kenntnisse der deutschen Raketentechnik zunächst als Hauptingenieur für Triebwerksbau im Objekt Montania (Werk Nr. 2 in Nordhausen):96–97,266 des Institut Nordhausen in Bleicherode unter Leitung von Helmut Gröttrup, danach vom Oktober 1946 bis Juni 1952 im Rahmen der Aktion Ossawakim in der Sowjetunion als Leiter der Versuchswerkstatt auf der Insel Gorodomlja (heute Siedlung Solnetschny) im Seligersee.:145,290,350
Nach seiner Rückkehr nach Deutschland war Apel im DDR-Ministerium für Maschinenbau und im Ministerium für Schwermaschinenbau tätig. Ab 1953 war er unter Heinrich Rau stellvertretender Minister und von 1955 bis März 1958 Minister für Schwermaschinenbau.
Apel wurde 1954 Kandidat und 1957 Mitglied der SED. Ab 1958 war er Leiter der Wirtschaftskommission beim Politbüro des Zentralkomitees der SED und wurde im gleichen Jahr als Abgeordneter der Volkskammer Vorsitzender ihres Wirtschaftsausschusses. Auf dem V. Parteitag der SED im Juli 1958 wurde er zum Kandidaten des ZK der SED und auf der 9. ZK-Tagung im Juli 1960 zum Mitglied gewählt. Im Juli 1961 rückte er zum Kandidaten des Politbüros und Sekretär des ZK der SED auf. 1960 wurde er zum Dr. rer. oec. promoviert.

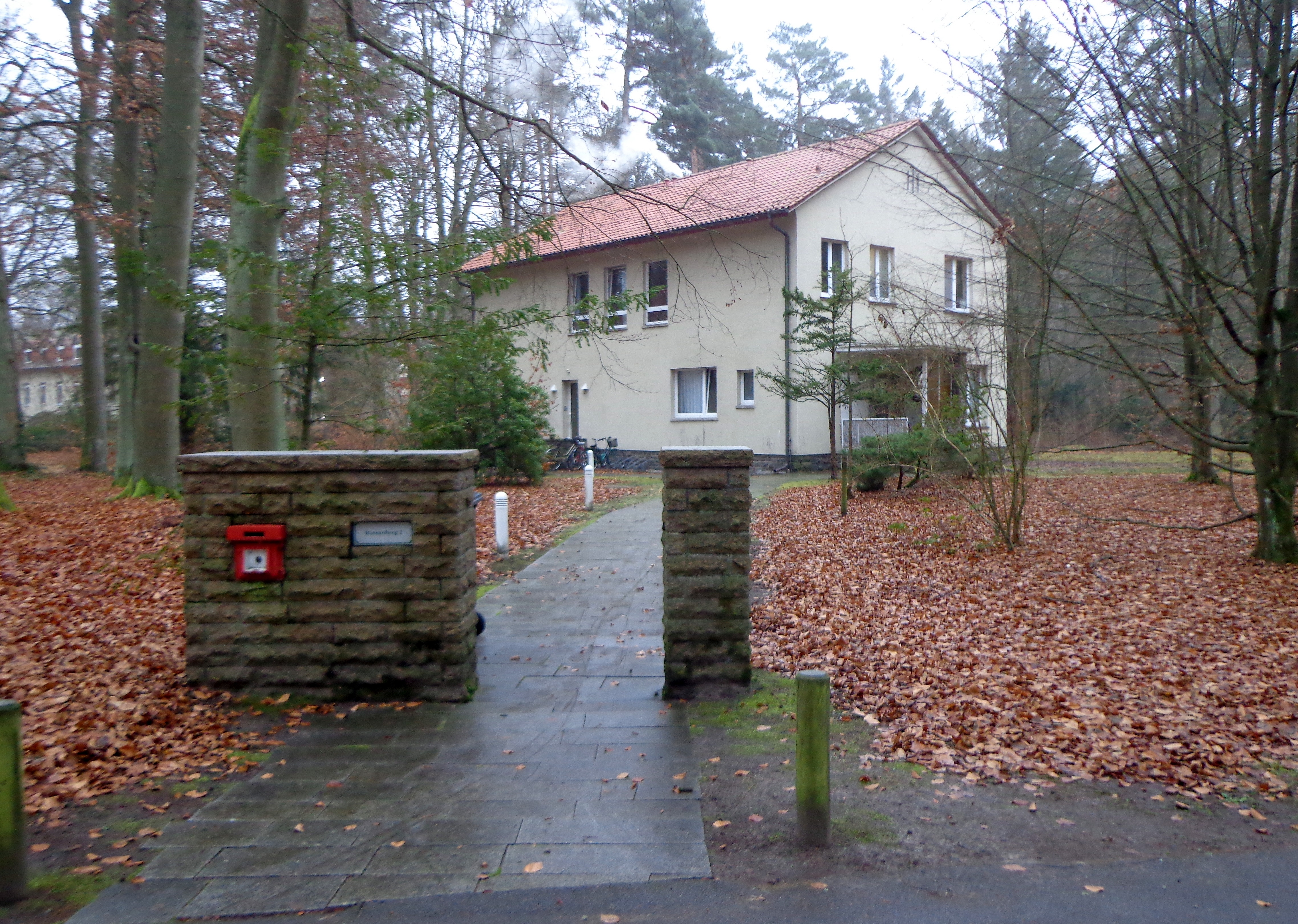
Waldsiedlung Wandlitz, das einst von Apel sowie Erich Mückenberger bewohnte „Haus 2“

Als Mitglied des Präsidiums (später stellvertretender Vorsitzender) des Ministerrates und Vorsitzender der Staatlichen Plankommission (in Nachfolge von Karl Mewis) war er Anfang der 1960er Jahre entscheidend an der Umsetzung des von ihm und seinem Nachfolger (ab 1962) als ZK-Sekretär für Wirtschaftsfragen Günter Mittag entwickelten „Neuen Ökonomischen Systems der Planung und Leitung (NÖSPL)“ beteiligt. Dies war ein Versuch, ein sozialistisches Leistungsprinzip einzuführen. An der Seite Walter Ulbrichts war er an den kontroversen Auseinandersetzungen um die weitere Wirtschaftspolitik und den Wirtschaftsverhandlungen mit der Sowjetunion nach der Entmachtung Nikita Chruschtschows im Jahre 1964 beteiligt. Kurz vor Unterzeichnung des Wirtschaftsabkommens für die Laufzeit von 1966 bis 1970 wurde Apel mit einem Kopfschuss aus einer Pistole in seinem Dienstzimmer im Haus der Ministerien tot aufgefunden.
Der Nachfolger Apels als Vorsitzender der Staatlichen Plankommission wurde Gerhard Schürer, der dieses Amt bis 1989 behielt.

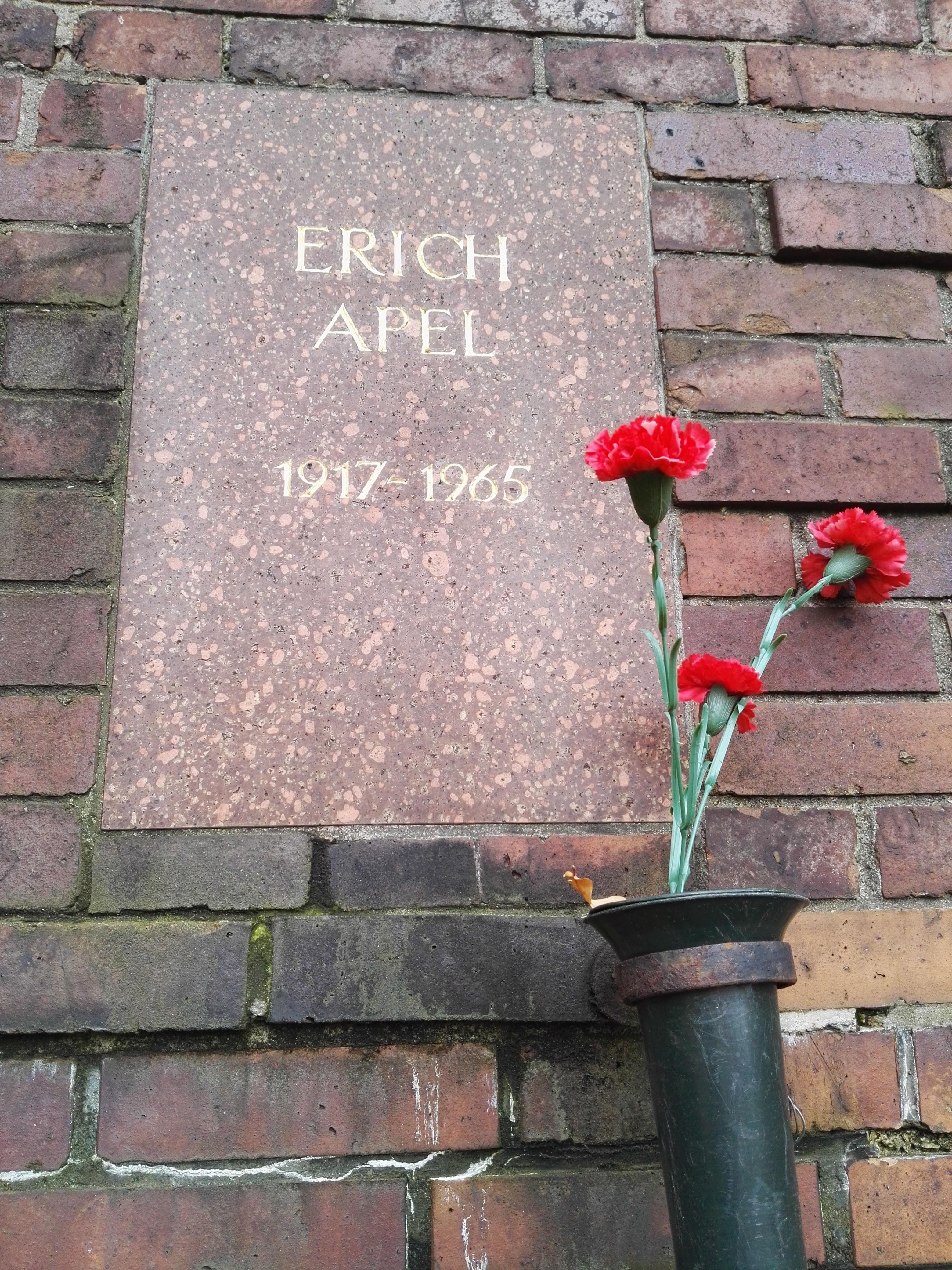
Grabstätte

Apels Urne wurde in der „Gedenkstätte der Sozialisten“ auf dem Zentralfriedhof Friedrichsfelde in Berlin-Lichtenberg beigesetzt.
Apel war mit Christa Metzner aus Mittweida verheiratet. Beide hatten sich 1948 in der Sowjetunion kennengelernt und hatten gemeinsam eine Tochter.

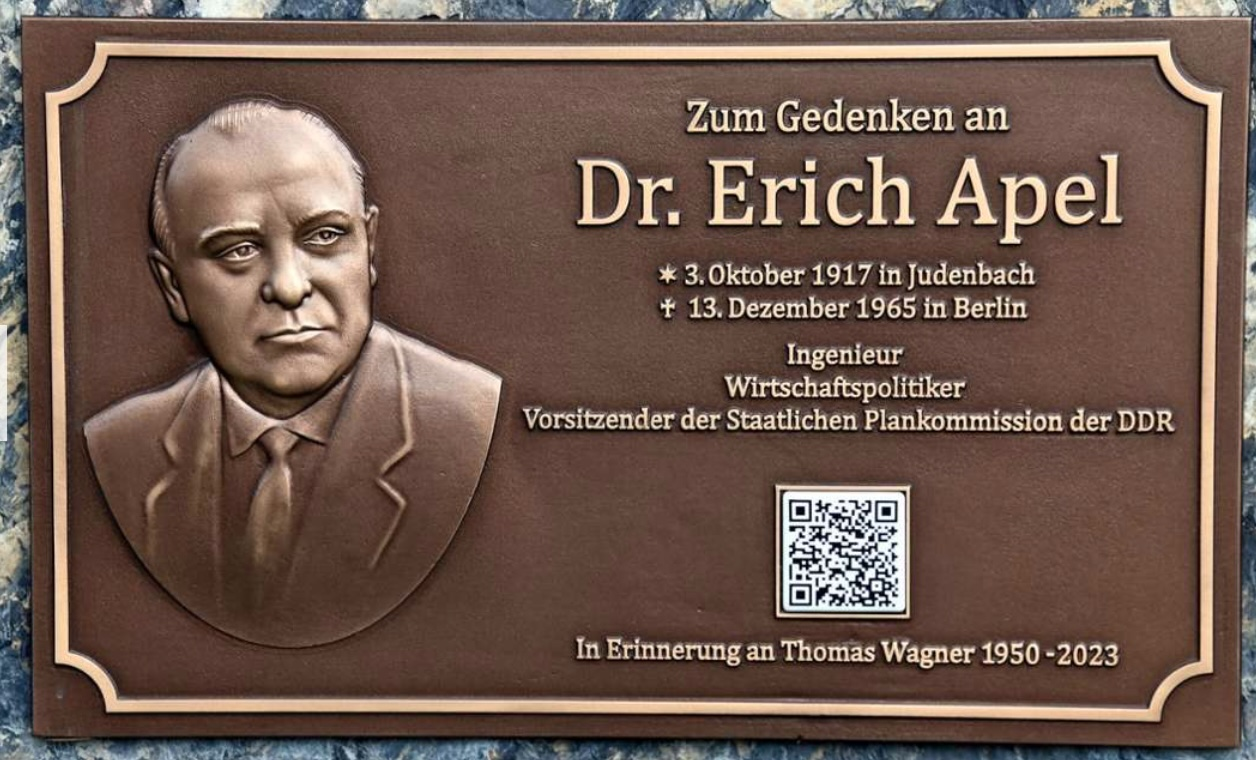
Gedenktafel für Erich Apel in Judenbach

Seine Geburtsgemeinde Judenbach ehrte ihm am 26. April 2025 mit der Aufstellung eines Gedenksteins in der Nähe seines Geburtshauses.

## Auszeichnungen
- 1959: Vaterländischer Verdienstorden in Silber
- 1963: Banner der Arbeit, Orden
- 1964: Vaterländischer Verdienstorden in Gold

## Veröffentlichungen
- Durch sozialistische Rekonstruktion und Erhöhung der Arbeitsproduktivität zur Erfüllung des Siebenjahrplans, Berlin 1959
- Das Chemieprogramm der Deutschen Demokratischen Republik. Ein wichtiger Faktor im ökonomischen Wettbewerb zwischen Sozialismus und Kapitalismus, Berlin 1960
- Aktuelle Aufgaben zur Erhöhung der Qualität der Leitung der Volkswirtschaft durch die Verbesserung der komplexen Planung, insbesondere durch die Beachtung der Wechselwirkung zwischen Organisation und Technik und die Ausarbeitung der Pläne „Neue Technik“, Berlin 1961
- Neue Fragen der Planung. Zur Rolle und zu den Aufgaben der zentralen staatlichen Planung im neuen ökonomischen System der Planung und Leitung der Volkswirtschaft, Berlin 1963
- Aktuelle Fragen der ökonomischen Forschung, Berlin 1964
- mit Günter Mittag: Wissenschaftliche Führungstätigkeit – neue Rolle der VVB, Berlin 1964
- mit Günter Mittag: Ökonomische Gesetze des Sozialismus und neues ökonomisches System der Planung und Leitung der Volkswirtschaft, Berlin 1964
- mit Günter Mittag: Planmässige Wirtschaftsführung und ökonomische Hebel, Berlin 1964
- mit Günter Mittag: Fragen der Anwendung des neuen ökonomischen Systems der Planung und Leitung der Volkswirtschaft bei der Vorbereitung und Durchführung der Investitionen, Berlin 1965